# Plinia cordifolia
Plinia cordifolia är en myrtenväxtart som först beskrevs av Carlos Maria Diego Enrique Legrand, och fick sitt nu gällande namn av Marcos Sobral. Plinia cordifolia ingår i släktet Plinia och familjen myrtenväxter. Inga underarter finns listade i Catalogue of Life.